# 可歆
可歆，1991年出生，中国内地原创女歌手，中国音乐协会会员，擅长词曲创作。2012年加入KingStar音乐团体以一首《捉不住的爱情》在网上传开，人气飙升。